# Калькини
Калькини́ (исп. Calkiní) — город в Мексике, в штате Кампече, входит в состав одноимённого муниципалитета и является его административным центром. Численность населения, по данным переписи 2020 года, составила 15 949 человек.

## Общие сведения
Название происходит от майяского: cal-kin, что можно перевести как: солнце в ущелье.
Калькини́ был основан в 1443 году Цаб Канулем, старшим из 9 братьев рода Кануль, покинувшим Майяпан, после его разрушения в 1441 году.
В 1541 году Франсиско Монтехо, прибывший в регион, покоряет деревню Калькини и передают её в управление Гаспару Пачеко в качестве энкомьенды.
В 1544 году в поселение прибыли первые европейские миссионеры: Луис де Вильяльпандо и Хуан де Эррера. Они занимались евангелизацией аборигенов, обучению их языку и письменности, а также выступали против жестокого обращения с ними.
В 1588 году деревенскую церковь посетил францисканский монах Алонсо Понсе, в которой служили уже 23 монаха.
16 сентября 1824 года Калькини́ был присвоен статус вильи, а 30 ноября 1918 года — статус города.

## Население
| Год  | Численность | Численность |
| ---- | ----------- | ----------- |
| 2000 | 13 180      | [ 6 ]       |
| 2005 | 14 289      | [ 7 ]       |
| 2010 | 14 934      | [ 8 ]       |
| 2020 | 15 949      | [ 9 ]       |